# Úspenka (Tomsk)
|  | Per a altres significats, vegeu «Úspenka». |

Úspenka (en rus: Успенка) és un poble de l'óblast de Tomsk, a Rússia, que el 201 tenia 299 habitants.
Fundada l'any 1901. El 1926, el poble constava de 116 llars, la població principal era bielorussa. Administrativament, era el centre del consell del poble Uspensky del districte de Zachulymsky del districte de Tomsk de la regió de Sibèria.